# Karsten Winkel
Karsten Winkel (* 28. Oktober 1961) ist ein ehemaliger deutscher Fußballspieler. In der höchsten Spielklasse des DDR-Fußballs, der Oberliga, spielte er für die BSG Stahl Riesa, den FC Carl Zeiss Jena und die BSG Stahl Brandenburg.

## Sportliche Laufbahn

### Anfänge
Winkel begann seine fußballerische Laufbahn bei der ZSG Leinefelde, bei der er zuletzt im Männerbereich in der drittklassigen Bezirksliga Erfurt spielte. 1980 wechselte er zum Erstligisten FC Rot-Weiß Erfurt, wurde dort aber nur in der Nachwuchsoberligamannschaft eingesetzt. Im Frühjahr 1981 wurde Winkel zum Wehrdienst eingezogen und konnte während dieser Zeit bei der in der zweitklassigen DDR-Liga vertretenen Armeesportgemeinschaft Vorwärts Neubrandenburg weiter Fußball spielen. In der Saison 1982/83 war er mit elf Treffern bester Torschütze der Neubrandenburger. 1983/84 spielte Winkel für den DDR-Ligisten Motor Nordhausen, von dem er im Sommer 1984 zum Oberligisten Stahl Riesa wechselte.

### Stahl Riesa / FC Carl Zeiss Jena
Bei Stahl Riesa bestritt der 1,72 Meter große Winkel in der Saison 1984/85 von Beginn an bis auf eine Ausnahme alle Punktspiele. Er wurde fast immer als linker Stürmer eingesetzt und erzielte vier Punktspieltore. In der Hinrunde der Spielzeit 1985/86 wurde Winkel viermal ausgewechselt und fehlte in sechs Partien, bei seinen sieben Punktspieleinsätzen gelang ihm nur ein Tor. Im Januar 1986 wechselte er innerhalb der Oberliga zum FC Carl Zeiss Jena. Dort wurde er aber zunächst nur in der DDR-Liga-Mannschaft FC Carl Zeiss II eingesetzt, wo er in den 17 Punktspielen der Rückrunde 15-mal eingesetzt wurde und lediglich einen Treffer erzielte. Für die Saison 1986/87 wurde der Zerspanungsfacharbeiter zwar für die Oberligamannschaft des FC Carl Zeiss gemeldet, wurde aber nur am 1. Spieltag ab der 84. Minute und am 3. Spieltag ab der 42. Minute als Einwechselspieler eingesetzt. Auch in der 2. Mannschaft bestritt er in der Hinrunde nur drei Punktspiele.

### Wandervogel
Um wieder in der Oberliga Fuß fassen zu können, schloss sich Winkel Anfang 1987 dem Oberligisten BSG Stahl Brandenburg an. Aber auch dort gelang es ihm nicht, sich einen Stammplatz zu erobern. Bis zu Sommerpause wurde er zwar in zwölf Punktspielen eingesetzt, allerdings nur einmal von Spielbeginn an. Er erzielte nur ein Tor und war auch in der Hinrunde 1987/88 mit sieben Oberligapartien nur Einwechselspieler. Im April 1988 meldete er sich bei der BSG Stahl ab und wechselte wieder in die DDR-Liga zur BSG Motor Babelsberg, wo bereits sein ehemaliger Brandenburger Mannschaftskamerad Detlef Uecker spielte. Dort bestritt Winkel bis zum Saisonende elf Punktspiele und schoss dabei ein Tor. Anschließend nahm er erneut einen Wechsel vor und ging zum Ligakonkurrenten BSG Stahl Hennigsdorf. Dort erkämpfte er sich in der Saison 1988/89 mit 33 Einsätzen bei 34 Punktspielen wieder einen Stammplatz (ein Treffer). In Hennigsdorf spielte Winkel bis zum Ende der Saison 1989/90. Im Anschluss war er bei der SVG Göttingen 07 aktiv, für die bis 1993 85 Punktspiele (15 Tore) in der drittklassigen Amateur-Oberliga bestritt.

### Karriereausklang
Anschließend kehrte Winkel zu seinem Heimatverein SC Leinefelde 1912 zurück, bei dem er noch mehrere Jahre in der Thüringenliga aktiv war. 1995 wurde er mit Leinefelde Torschützenkönig der Thüringenliga. 1999 wurde er als Sportler des Jahres des Landkreises Eichsfeld ausgezeichnet. Zur Saison 2000/01 wechselte er noch einmal, diesmal zum FC Union Mühlhausen. 2014 gewann er mit der Ü-50 des SV Schwarz-Rot Wingerode die Eichsfelder Hallenkreismeisterschaft.